# Bäst i test Norge
Bäst i test Norge, originalets titel: Kongen befaler, är ett humoristiskt tävlingsprogram som visas på discovery+ och TVNorge. Det hade premiär 2019, och programledare är Atle Antonsen och Olli Wermskog.
Programmet är baserat på en brittisk förlaga, Taskmaster, som sänds på tv-kanalen Channel 4. Seriens scenografi och upplägg är mycket troget den brittiska förlagan. Studioinspelningarna görs inför publik på Drammens teater.
Atle Antonsens roll kallas Kongen, och är en motsvarighet till Greg Davies roll som Taskmaster i förlagan, medan Olli Wermskog har rollen som lekledare och assistent, en motsvarighet till Alex Hornes roll. En skillnad är att flera tävlande varit med i mer än en säsong.
Fem kända personer tävlar i olika uppdrag som genomförs var för sig. De genomförs i ett hus med trädgård, och de får använda tillgängliga redskap för att genomföra uppgifterna som delas ut av Olli Wemskog. Sedan träffas deltagarna under några studioinspelade program där de får se hur det gick i de olika uppdragen och poängen delas ut.
Programmets norska titel delar namn med en norsk barnlek som påminner om Följa John.
Säsong 1 premiärvisades 2019, säsong 2 under 2020 och säsongerna 3 och 4 under 2021 och säsongerna 5 och 6 under 2022. Programmet har vunnit kategorin Bästa nöjesprogram under både Gullruten 2020 och Gullruten 2022 och Atle Antonsen nominerades till publikens pris under Gullruten 2022. Antonsen var programledare för de första sex säsongerna och inför den sjunde säsongen meddelades det att Bård Ylvisåker, som var en av deltagarna i första säsongen skulle bli ny programledare.

## Säsongöversikt
Deltagare för varje säsong med vinnaren markerad i gult.
| Säsong | Deltagare         | Deltagare               | Deltagare         | Deltagare        | Deltagare              |
| ------ | ----------------- | ----------------------- | ----------------- | ---------------- | ---------------------- |
| 1      | Vegard Ylvisåker  | Maria Stavang           | Bård Ylvisåker    | Siri Kristiansen | Calle Hellevang-Larsen |
| 2      | Maria Stavang     | Calle Hellevang-Larsen  | Jon Almaas        | Mia Hundvin      | Magnus Devold          |
| 3      | Linn Skåber       | Erik Follestad          | Jenny Skavlan     | Egil Hegerberg   | Trond Fausa Aurvåg     |
| 4      | Steinar Sagen     | Ida Fladen              | Amir Asgharnejad  | Einar Tørnquist  | Solveig Kloppen        |
| 5      | Harald Eia        | Janne Formoe            | Kristine Grændsen | Martin Lepperød  | Henrik Elvestad        |
| 6      | Live Nelvik       | Espen Eckbo             | Martha Leivestad  | Kristoffer Olsen | Henriette Steenstrup   |
| 7      | Hani Hussein      | Karin Klouman           | Lars Berrum       | Leo Ajkic        | Vidar Magnussen        |
| 8      | Christian Skolmen | Marte Stockstad         | Stian Blipp       | Tete Lidbom      | Tuva Billing           |
| 9      | Ingar Helge Gimle | Ingrid Gjessing Linhave | Jonis Josef       | Nora Svenningsen | Petter Schjerven       |

### Säsong 1
Den första säsongen hade premiär 17 oktober och visade till 19 december 2019. Deltagare var Vegard Ylvisåker, Maria Stavang, Bård Ylvisåker, Siri Kristiansen och Calle Hellevang-Larsen var deltagare.
| Avsnitt | Vegard | Maria | Bård | Siri | Calle |
| ------- | ------ | ----- | ---- | ---- | ----- |
| 1       | 21     | 10    | 13   | 16   | 15    |
| 2       | 14     | 18    | 16   | 12   | 15    |
| 3       | 18     | 11    | 17   | 14   | 12    |
| 4       | 20     | 19    | 15   | 8    | 13    |
| 5       | 13     | 17    | 18   | 15   | 11    |
| 6       | 16     | 5     | 17   | 16   | 19    |
| 7       | 16     | 14    | 15   | 15   | 15    |
| 8       | 16     | 13    | 12   | 20   | 15    |
| 9       | 12     | 18    | 11   | 10   | 21    |
| 10      | 14     | 11    | 15   | 17   | 19    |
| Totalt  | 160    | 136   | 149  | 143  | 155   |

### Säsong 2
Säsong 2 visades mellan 24 september och 26 november 2020. Deltagare var Maria Stavang, Calle Hellevang-Larsen, Jon Almaas, Mia Hundvin och Magnus Devold.
| Avsnitt | Maria | Calle | Jon | Mia | Magnus |
| ------- | ----- | ----- | --- | --- | ------ |
| 1       | 14    | 21    | 18  | 11  | 13     |
| 2       | 13    | 18    | 14  | 11  | 16     |
| 3       | 13    | 14    | 20  | 20  | 10     |
| 4       | 10    | 15    | 16  | 21  | 17     |
| 5       | 17    | 13    | 13  | 18  | 13     |
| 6       | 13    | 20    | 17  | 13  | 14     |
| 7       | 17    | 18    | 18  | 20  | 12     |
| 8       | 13    | 9     | 22  | 17  | 16     |
| 9       | 7     | 20    | 12  | 16  | 20     |
| 10      | 6     | 22    | 17  | 13  | 19     |
| Totalt  | 123   | 170   | 167 | 160 | 150    |

### Säsong 3
Säsong 3 hade premiär 4 februari 2021 och bestod av åtta avsnitt. Deltagare var Egil Hegerberg, Trond Fausa Aurvåg, Linn Skåber, Jenny Skavlan och Erik Follestad.
| Avsnitt | Egil | Trond | Linn | Jenny | Erik |
| ------- | ---- | ----- | ---- | ----- | ---- |
| 1       | 8    | 20    | 12   | 15    | 14   |
| 2       | 16   | 14    | 21   | 10    | 11   |
| 3       | 18   | 16    | 11   | 15    | 12   |
| 4       | 12   | 17    | 10   | 17    | 16   |
| 5       | 11   | 17    | 11   | 14    | 21   |
| 6       | 11   | 19    | 12   | 18    | 15   |
| 7       | 12   | 14    | 17   | 18    | 14   |
| 8       | 12   | 8     | 19   | 19    | 10   |
| Totalt  | 100  | 125   | 113  | 126   | 113  |

### Säsong 4
Säsong 4 hade premiär 23 september 2021 och bestod av tolv avsnitt. Deltagare var Amir Asgharnejad, Ida Fladen, Einar Tørnquist, Steinar Sagen och Solveig Kloppen.
| Avsnitt | Steinar | Ida | Amir | Einar | Solveig |
| ------- | ------- | --- | ---- | ----- | ------- |
| 1       | 14      | 15  | 16   | 14    | 14      |
| 2       | 15      | 15  | 10   | 18    | 16      |
| 3       | 13      | 19  | 14   | 16    | 14      |
| 4       | 20      | 8   | 12   | 18    | 14      |
| 5       | 17      | 12  | 11   | 15    | 20      |
| 6       | 18      | 12  | 15   | 15    | 15      |
| 7       | 17      | 18  | 19   | 12    | 15      |
| 8       | 12      | 17  | 10   | 13    | 12      |
| 9       | 14      | 16  | 18   | 20    | 9       |
| 10      | 13      | 18  | 13   | 16    | 15      |
| 11      | 13      | 18  | 18   | 14    | 15      |
| 12      | 14      | 12  | 17   | 14    | 15      |
| Totalt  | 180     | 180 | 173  | 185   | 174     |

### Säsong 5
Säsongen hade premiär 24 februari 2022, och bestod av 12 avsnitt. Deltog gjorde Janne Formoe, Kristine Grændsen, Harald Eia, Henrik Elvestad och Martin Lepperød.
| Avsnitt | Harald | Janne | Kristine | Martin | Henrik |
| ------- | ------ | ----- | -------- | ------ | ------ |
| 1       | 18     | 15    | 12       | 7      | 21     |
| 2       | 16     | 15    | 19       | 9      | 14     |
| 3       | 19     | 6     | 13       | 14     | 19     |
| 4       | 10     | 16    | 17       | 14     | 15     |
| 5       | 19     | 19    | 16       | 10     | 11     |
| 6       | 15     | 17    | 20       | 12     | 11     |
| 7       | 16     | 11    | 15       | 15     | 17     |
| 8       | 19     | 9     | 14       | 20     | 16     |
| 9       | 20     | 8     | 13       | 16     | 14     |
| 10      | 20     | 17    | 5        | 19     | 5      |
| Totalt  | 172    | 133   | 144      | 136    | 143    |

### Säsong 6
Säsong 6 hade premiär 15 september 2022. Deltagare är Live Nelvik, Espen Eckbo, Martha Leivestad, Kristoffer Olsen och Henriette Steenstrup.
| Avsnitt | Live | Espen | Martha | Kristoffer | Henriette |
| ------- | ---- | ----- | ------ | ---------- | --------- |
| 1       | 13   | 13    | 18     | 20         | 11        |
| 2       | 18   | 15    | 12     | 17         | 14        |
| 3       | 12   | 11    | 4      | 20         | 14        |
| 4       | 11   | 13    | 13     | 13         | 14        |
| 5       | 10   | 21    | 13     | 13         | 16        |
| 6       | 15   | 14    | 12     | 21         | 14        |
| 7       | 17   | 9     | 18     | 17         | 13        |
| 8       | 18   | 16    | 14     | 10         | 12        |
| 9       | 18   | 14    | 9      | 20         | 12        |
| 10      | 7    | 17    | 20     | 15         | 13        |
| Totalt  | 139  | 143   | 133    | 166        | 133       |